# أنطونيو محمد
انطونيو محمد (بالإسبانية: Antonio Mohamed) (2 أبريل 1970 بوينس آيرس الأرجنتين - ) هو لاعب كرة قدم أرجنتيني سوري، يلعب كلاعب وسط.

## وصلات خارجية
أنطونيو محمد على موقع قاعدة بيانات كرة القدم.إي يو (الإنجليزية)
- أنطونيو محمد على موقع ناشيونال فوتبول تيمز (الإنجليزية)
- أنطونيو محمد على موقع Soccerway.com (الإنجليزية)
- أنطونيو محمد على موقع عالم كرة القدم.نت (الإنجليزية)